# Tamara Shimanskaya
Tamara Shimanskaya es una deportista soviética que compitió en piragüismo en la modalidad de aguas tranquilas. Ganó dos medallas en el Campeonato Mundial de Piragüismo de 1970 y tres medallas en el Campeonato Europeo de Piragüismo de 1969.

## Palmarés internacional
| Campeonato Mundial | Campeonato Mundial     | Campeonato Mundial | Campeonato Mundial |
| Año                | Lugar                  | Medalla            | Evento             |
| ------------------ | ---------------------- | ------------------ | ------------------ |
| 1970               | Copenhague (Dinamarca) | Medalla de plata   | K2 500 m           |
| 1970               | Copenhague (Dinamarca) | Medalla de oro     | K4 500 m           |
| Campeonato Europeo |                        |                    |                    |
| Año                | Lugar                  | Medalla            | Evento             |
| 1969               | Moscú (URSS)           | Medalla de oro     | K1 500 m           |
| 1969               | Moscú (URSS)           | Medalla de oro     | K2 500 m           |
| 1969               | Moscú (URSS)           | Medalla de oro     | K4 500 m           |